# Булар
Булар (фр. Boullarre) насеље је и општина у североисточној Француској у региону Пикардија, у департману Оаза која припада префектури Санлис.
По подацима из 2011. године у општини је живело 224 становника, а густина насељености је износила 29,55 становника/km². Општина се простире на површини од 7,58 km². Налази се на средњој надморској висини од 122 метара (максималној 148 m, а минималној 66 m).

## Демографија
| 1962. | 1968. | 1975. | 1982. | 1990. | 1999. | 2011. |
| ----- | ----- | ----- | ----- | ----- | ----- | ----- |
| 113   | 129   | 168   | 169   | 222   | 225   | 224   |

График промене броја становника у току последњих година